# 蘇東成
蘇東成（そ とうせい、Su Dongchen, 1953年 - ）は、中国武術家。

## 略歴
台湾台北市において、台湾人の父と日本人の母との間に生まれる。14歳の時に洪懿祥の門下となり、中国武術の修行を開始。1969年、台北市第1回国術オープントーナメント（擂台）に出場し準優勝、翌1970年には同大会で優勝を果たした。